# Hovorkův mlýn
Hovorkův mlýn (Tučkův, Veselíkův) je bývalý vodní mlýn v Praze 6-Liboci, který stojí na Šáreckém potoce v Šáreckém údolí.

## Historie
V místech vodního mlýna stála dříve usedlost, k roku 1618 v majetku Jana Karhana. Po roce 1755 ji získal Jan Hovorka, který ji přebudoval na mlýn známý pod jeho jménem.
Ve druhé polovině 19. století se v mlýně začalo šenkovat a vznikla tu výletní restaurace. Její název Na Dívčím skoku vycházel z legendy, podle které měla Šárka ukončit svůj život právě v těchto místech. Restauraci v roce 1930 vlastnil spolu s nedalekým koupalištěm Alois Veselík. Na pozemcích jižně od mlýna později byla postavena nová budova s č.p. 356.

## Popis
Z původního mlýna se dochovaly základy v severním samostatném stavení a část příčného stavení ve východním podélném objektu, které jsou staršího původu. Kolem roku 1900 zde stála pouze hlavní obytná budova a jedno menší zděné stavení, ostatní byly pouze dřevěné stavby. Hlavní budova má fasádu upravenou v letech 1919–1939, vedlejší stavení bylo  pozměněno historizujícím způsobem.